# Секретарката
„Секретарката“ (на английски: Secretary) е американски филм от 2002 година, романтична трагикомедия с еротични елементи на режисьора Стивън Шейнбърг по негов собствен сценарий, базиран на разказа „Bad Behavior” (1988) от Мери Гейтскил.
В центъра на сюжета е психически нестабилна млада жена с дълга история на самонаранявания, която започва работа като секретарка при ексцентричен адвокат. Двамата изграждат садомазохистична връзка, която подобрява психическото състояние на жената и завършва с брака им. Главните роли се изпълняват от Маги Джилънхол и Джеймс Спейдър.
За ролята си в „Секретарката“ Джилънхол е номинирана за награда „Златен глобус“ за женска роля в комедия или мюзикъл.